# Narugori
Narugori är ett vattendrag i Burundi.   Det ligger i provinsen Cibitoke, i den nordvästra delen av landet, 50 km norr om huvudstaden Bujumbura.
Trakten runt Narugori består till största delen av jordbruksmark. Runt Narugori är det tätbefolkat, med 881 invånare per kvadratkilometer.